# Ash-Shuyukh
Ash-Shuyukh (àrab: الشيوخ, ax-Xuyūẖ) és un municipi palestí de la governació d'Hebron, a Cisjordània, situat 6 kilòmetres al nord-est d'Hebron. Segons l'Oficina Central Palestina d'Estadístiques tenia 11.636 habitants el 2016.
Igual que la resta de la zona d'Hebron, Ash Shuyukh és una àrea agrícola. Els cultius primaris inclouen olives, figues, ametlles, llenties, préssecs i albercocs. Les oliveres cobreixen 980 dúnams mentre que els grans i els polsos??? cobreixen 680 dúnams. Hi ha unes 2.000 ovelles i cabres a la ciutat criades com a bestiar.

## Història
Durant l'època otomana, en 1838, Edward Robinson assenyalà esh-Shiyukh com «una vila ben construïda». L'explorador francès Victor Guérin la va visitar en 1863, i va assenyalar que el poble estava situat en un alt turó rocós. Tenia 200 habitants i una petita mesquita dedicada al xeic Ibrahim el-Hedmi.
Segons una llista de pobles otomans de l'any 1870 Schijuch comptava amb 33 cases i una població de 99 encara que el nombre de població només incloïa homes.
En 1883 el Survey of Western Palestine (SWP) del Fons per a l'Exploració de Palestina descrivia Ash-Shuyukh com un «poble ben construït elevat i visible des de Tekua. Hi ha uns quants arbres al voltant i coves. L'abastament d'aigua és de les cisternes i hi ha una font al nord.»

### Mandat Britànic de Palestina
En el cens de Palestina de 1922, dut a terme per les autoritats del Mandat Britànic, Al Shiukh tenia 792 habitants, tots musulmans, incrementats en el cens de Palestina de 1931 a 925 musulmans en 180 cases habitades.
La primera escola hi fou establerta en 1940 per Mohammed Mahmoud Eid.
En el cens de 1945 la població d'Ash-Shuyukh era de 1.240 musulmans, que posseïen 22.091 dúnams de terra segons una enquesta oficial de terra i població. 1,713 dúnams eren plantacions i regadius, 3,365 per a cereals, mentre 24 dúnams eren sòl urbanitzat.

### Després de 1948
Després de la Guerra araboisraeliana de 1948 i els acords d'armistici de 1949, Ash-Shuyukh va quedar sota un règim d'ocupació jordana. Des de la Guerra dels Sis Dies en 1967, Ash-Shuyukh ha romàs sota ocupació israeliana. En 2002 s'hi va construir una altra escola i va rebre el nom d'un resident mort durant la Intifada d'Al-Aqsa.